# Demetrio III de Georgia
Demetrio (en georgiano: დიმიტრი, Dimitri; c. 1413-1453) fue el segundo hijo del rey Alejandro I de Georgia con su primera esposa Dulandukht Orbeliani. Fue co-rey con su padre desde 1433 hasta 1442 y con su hermano Vajtang IV desde 1442 hasta 1446. A la muerte de Vajtang, Demetrio se convirtió en rey de iure de Georgia, pero su acceso al trono fue imposibilitado por su hermano menor Jorge VIII.

## Biografía
Demetrio aparece por primera vez en la carta fechada en 1413. La historiografía tradicional georgiana fundada por el príncipe Vakhushti en el siglo XVIII lo convierte erróneamente en un hermano menor de Jorge VIII y con frecuencia lo omite de la lista de los reyes de Georgia. Demetrio fue cooptado por su padre Alejandro I en 1433. Se le envió como embajador ante Shahruj, hijo de Tamerlán.
Después de la renuncia de Alejandro I al trono en 1442 a favor de Vajtang IV, Demetrio siguió siendo co-rey con este último, mientras que el tercer hijo de Alejandro, Jorge VIII, fue nombrado co-rey de Kajetia. Tras la muerte de Vajtang IV en 1446, Demetrio III se convertiría en rey-regente de jure de Georgia, pero el trono fue tomado por Jorge VIII, inaugurando una serie de conflictos que eventualmente conducirían a la disolución del Reino de Georgia para finales del siglo XV. Demetrio se retiró a la provincia occidental de Imericia. Fue muerto por un caballo mientras cazaba en 1453.

## Descendencia
Demetrio se casó, en algún momento después de 1446, con Gulashar, a quien Marie-Félicité Brosset identificó con su tía Gulkan, viuda del tío paterno de Demetrio, Jorge. Murió en 1471 o hacia 1475. Su hijo, Constantino II, fue el último rey de una Georgia unida (1478-1490) y el primer rey de Kartli (1490-1505).
El historiador Vakhushti afirma que Demetrio tuvo otro hijo, David, que fue instalado como rey en Kajetia en 1465 por la nobleza local y fundó la dinastía de los reyes de Kajetia. Vakhushti convierte a David en el padre de Jorge, rey de Kajetia, a quien diferencia de Jorge VIII, hermano menor de Demetrio, primero rey de Georgia y luego rey de Kajetia. Sin embargo, el David de Vakhushti es una figura ficticia.